# باول ستانلي (سياسي)
باول ستانلي (بالإنجليزية: Paul Stanley)‏ هو سياسي أمريكي، ولد في 1 يونيو 1962. انتخب عضو مجلس نواب تينيسي وانتخب عضو مجلس ولاية تينيسي.